# Steuerherr
Ein Steuerherr war im späten Mittelalter und in der frühen Neuzeit ein städtischer Beamtenberuf. Die alte Bezeichnung war Ungeldherr nach den städtischen Verbrauchsteuern (Akzisen), die sie erhoben und die Ungeld genannt wurden.
Steuerherren waren in der Regel hohe städtische Beamte, die aufgrund ihrer verantwortungsvollen Tätigkeit beim Ausgleich der städtischen Finanzen oft dem Rat oder Senat ihrer Stadt angehörten bzw. es wurden verdiente Steuerherren mit einem Ratsposten entlohnt. Ihre Tätigkeit ist in etwa vergleichbar mit dem heutigen Kämmerer bzw. Stadtpfleger.